# The Diplomats (film)
The Diplomats is een Amerikaanse filmkomedie uit 1929 onder regie van Norman Taurog. De film is wellicht zoekgeraakt.

## Verhaal
Bobby en Paul raken op een oceaanstomer verstrikt in een politiek dilemma met een mythisch koninkrijk, een noodlijdende prinses en een geheime missie.

## Rolverdeling
| Acteur               | Personage               |
| -------------------- | ----------------------- |
| Bobby Clark          | Bobby                   |
| Paul McCullough      | Paul                    |
| Marguerite Churchill | De prinses              |
| Cissy Fitzgerald     | De gravin               |
| John St. Polis       | De koning van Belgravia |
| Andrés de Sugurola   |                         |
| John Baston          |                         |
| André Cheron         |                         |
| Joe Smith Marba      |                         |